# 隆巴赫河
50°56′30.9″N 7°18′31.4″E / 50.941917°N 7.308722°E
隆巴赫河（德語：Lombach），是德國的河流，位於該國西部，處於北萊茵-威斯特法倫州，屬於阿格河的左支流，河道全長2.6公里，流域面積3平方公里，河口處在奧費拉特東北面。